# Seewaldsee (Sankt Koloman)
Der Seewaldsee ist ein Himmelsteich in der Gemeinde Sankt Koloman im Tennengau südlich der Osterhorngruppe im Land Salzburg (österreich). 

## Hydrografie
Das etwa 5,3 Hektar große Stillgewässer besitzt keine nennenswerten oberflächigen Zuflüsse und bezieht sein Wasser hauptsächlich aus Einsickerungen der moorigen Umgegend und aus Niederschlägen. Überschüssiges Wasser fließt östlich über den Seewaldseebach zum Marchgraben. Dieser entwässert über den Aubach nach Süden zur Lammer als Vorfluter hin. Seine Tiefe beträgt etwa 10 Meter.

## Ökologie
Der auf 1.074 m ü. A. gelegene See, der sich in einem Naturschutzgebiet  befindet, ist von Streuwiesen, Almmatten und Wäldern umgeben. Ökologisch ist der See aufgrund seiner Moor- und Sumpfvegetation von großer Bedeutung. Zu finden sind seltene Insekten und Pflanzenarten, wie etwa die Gelbe Teichrose, der Teichschachtelhalm, der Fieberklee, der Rundblättrige und Mittlere Sonnentau und die Rosmarinheide. Die den See umgebenden Feuchtwiesen zählen zu den artenreichsten in Salzburg. Am Seewaldsee befindet sich der Archehof mit seltenen Nutztierrassen, wie Pustertaler Sprinzen (Pustertaler Schecken) oder Blobe Ziegen.  

## Trivia
Im November 2008 war der Seewaldsee und seine Umgebung Kulisse für den Hollywoodfilm Der letzte Tempelritter mit Nicolas Cage.